# América Televisión
América Televisión je peruánská bezplatná televizní stanice vlastněná společností Grupo Plural TV. Začala vysílat 15. prosince 1958.